# Litochila sinensis
Litochila sinensis là một loài tò vò trong họ Ichneumonidae.